# Östra Sönnarslöv
Östra Sönnarslöv ist ein Ort (tätort) in der südschwedischen Provinz Skåne län und der historischen Provinz Schonen. Das Dorf hat etwa 260 Einwohner und liegt in der Gemeinde Kristianstad.
Östra Sönnarslöv liegt am südöstlichen Rand der Gebirgskette Linderödsåsen und ist durch eine gebirgige, schroffe Landschaft geprägt. In der Umgebung des Ortes finden sich Überreste aus der Bronzezeit, vor allem Grabhügel – der bekannteste ist Kung Borres hög, der „Hügel König Borres“ – und Reste von Wohnplätzen und Steinkreisen. Münzfunde weisen auf eine Besiedlung bereits im 10. Jahrhundert hin. Im 12. Jahrhundert wurde die Kirche von Östra Sönnarslöv gebaut. Die schriftliche Ersterwähnung stammt aus dem Jahr 1352 als Sunnersleff. 1470 wird es als Sønnersløff erwähnt. Der Name stammt von einem Personnamen *Sundar oder *Sunner und dem Zusatz löv, „Erbe“.
Aus dem 17. Jahrhundert stammt das in der Nähe gelegene Schloss Maltesholm.
Im 19. und Anfang des 20. Jahrhunderts war einer der wichtigsten Wirtschaftsfaktoren des Ortes Maltesholms Cementfabrik. Der Kalk, der für die Produktion des Zements verwendet wurde, wurde direkt in Östra Sönnarslöv abgebaut. Der – mittlerweile von der Natur zurückeroberte – Steinbruch mit seinen von Gras und Büschen überwachsenen Hügeln ist noch heute zu besichtigen.
Östra Sönnarslöv gehörte zur Gemeinde Everöd, bis es – ebenso wie Everöd – 1971 im Zuge einer Verwaltungsreform der Gemeinde Kristianstad zugeschlagen wurde.
Heute ist im Ort ein Traktorservice sowie Ekdala Fruktbod ansässig, eine Firma, die Obst – vor allem Äpfel – und Gemüse anbaut.
Nur einige Kilometer von Östra Sönnarslöv entfernt verläuft die E 22.